# Gmina Divača
Gmina Divača (słoweń.: Občina Divača) – gmina w Słowenii. W 2002 roku liczyła 3800 mieszkańców.

## Miejscowości
Miejscowości wchodzące w skład gminy Divača:

- Barka
- Betanja
- Brežec pri Divači
- Dane pri Divači
- Divača (wł.: Divaccia) – siedziba gminy
- Dolenja vas
- Dolnje Ležeče
- Dolnje Vreme
- Famlje
- Gabrče
- Goriče pri Famljah
- Gornje Ležeče
- Gornje Vreme
- Gradišče pri Divači
- Kačiče - Pared
- Kozjane
- Laže
- Matavun
- Misliče
- Naklo
- Otošče
- Podgrad pri Vremah
- Potoče
- Senadole
- Senožeče
- Škocjan
- Škoflje
- Vareje
- Vatovlje
- Vremski Britof
- Zavrhek